# هامبارتسوم دارابیدیان
هامبارتسوم دارابیدیان (ارمنی: Համբարձում Դարաբիդյան؛ زاده در ۱۳۲۶ در فریدن) بازیکن فوتبال بازنشسته در پست ارمنی‌تبار اهل ایران است که در جام تخت جمشید بازی کرد.

## زندگی‌نامه
متولد ۱۳۲۶ در فریدن اصفهان است. ورزش فوتبال را از تیم ملی آنی شروع کرده و بعد در تیم‌های مختلف بازی کرده‌است. سپس به تیم آرارات پیوسته و ۱۲ سال در آن باشگاه توپ زده‌است. با تیم آرارات در مسابقات هومنت من در سال ۱۳۵۰ در لبنان شرکت کرده‌است. از سال ۱۳۵۱ تا ۱۳۶۰ مربیگری تیم سیپان را برعهده داشت است. این تیم سال ۱۳۵۹ مقام سوم مسابقات جوانان را کسب نمود. وی در باشگاه آرارات در رده نوجوانان و جوانان مربی و در تیم بزرگسالان کمک مربی بوده‌است. وی در سال‌های ۱۳۵۱ تا ۱۳۸۰ تعداد زیادی از ورزشکاران را برای تیم‌های ملی پرورش داده استو دیپلم مربیگری را در سال ۱۳۶۳ با شرکت در کلاس‌های ایوان کاپلاک دریافت نموده‌است.

## باشگاهی
از باشگاه‌هایی که در توپ زده‌است می‌توان آرارات تهران را اشاره کرد.